# Sönnestvattnet
Sönnestvattnet är en sjö i Strömsunds kommun i Jämtland och ingår i Ångermanälvens huvudavrinningsområde. Sjön har en area på 0,587 kvadratkilometer och ligger 497,5 meter över havet.

## Delavrinningsområde
Sönnestvattnet ingår i det delavrinningsområde (712068-145497) som SMHI kallar för Utloppet av Sönnestvattnet. Medelhöjden är 523 meter över havet och ytan är 3,99 kvadratkilometer. Det finns inga avrinningsområden uppströms utan avrinningsområdet är högsta punkten. Vattendraget som avvattnar avrinningsområdet har biflödesordning 5, vilket innebär att vattnet flödar genom totalt 5 vattendrag innan det når havet efter 274 kilometer. Avrinningsområdet består mestadels av skog (85 procent). Avrinningsområdet har 0,59 kvadratkilometer vattenytor vilket ger det en sjöprocent på 14,7 procent.